# Longitarsus vanus
Longitarsus vanus är en skalbaggsart som beskrevs av Horn 1889. Longitarsus vanus ingår i släktet Longitarsus och familjen bladbaggar. Inga underarter finns listade i Catalogue of Life.